# Kuphus polythalamia

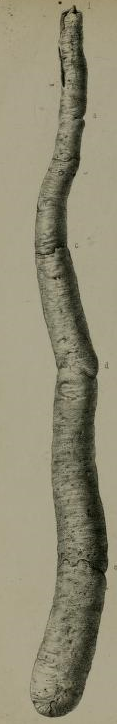

Kuphus polythalamia (лат.) — вид гигантских морских двустворчатых моллюсков из семейства корабельных червей (Teredinidae), которые обитают в подводных органических отложениях, питаясь с помощью бактерий-симбионтов. Самый длинный двустворчатый моллюск в мире (до 1,5 м), первые живые экземпляры которого впервые попали в руки учёных лишь спустя почти четверть тысячелетия после первого описания их домиков.

## Распространение
Kuphus polythalamia обнаружен в западной части Тихого океана, восточной части Индийского океана и в Индо-Малайской области. Встречается вблизи побережья таких стран как Филиппины, Индонезия (Суматра) и Мозамбик.

## Описание
Имеют червеобразное тело длиной до 155 сантиметров (крупнейший по длине тела представитель класса Двустворчатые) и диаметром до 6 см, на переднем конце которого расположена сильно редуцированная раковина с зазубринами. С её помощью моллюски пробуравливают ходы в донных органических отложениях (а не в древесине, как другие корабельные черви). Известковые выделения мантии покрывают стенки канала, формируя защитную трубку. На жабрах живут бактерии-симбионты, благодаря которым компенсируется нехватка азотистых компонентов питания. Пищеварительная система у моллюсков Kuphus polythalamia фактически отсутствует и питание происходит за счёт серобактерий, окисляющих сероводород (источником углерода служат бикарбонаты из органических отложений на дне) и синтезирующих органические вещества.
Kuphus polythalamia хотя и уступает по массе крупнейшему моллюску Tridacna gigas (до 200 кг и 120 см), однако по длине тела превосходит его и всех других двустворчатых моллюсков мира. Крупнейший экземпляр K. polythalamia, которым владеет Виктор Дан (Victor Dan, США), достигает 1532 мм в длину.

## Систематика
Вид K. polythalamia был впервые описан шведским натуралистом Карлом Линнеем как червь под первоначальным названием Serpula arenaria (которое позднее, в 1767 году, было заменено им на Serpula polythalamia) в составе рода Serpula (Serpulidae). Первые живые экземпляры были подробно исследованы только в 2017 году, после их обнаружения в 2011 году на глубине около 3 метров около побережья острова Минданао (Филиппины).
В настоящее время K. polythalamia включён в состав рода Kuphus, к которому также относят несколько ископаемых видов:
- †Kuphus arenarius
- †Kuphus incrassatus[13]
- †Kuphus fistula[14]
- †Kuphus melitensis